# Ammothella menziesi
Ammothella menziesi is een zeespin uit de familie Ammotheidae. De soort behoort tot het geslacht Ammothella. Ammothella menziesi werd in 1951 voor het eerst wetenschappelijk beschreven door Hedgpeth. 